# Brusselsepoort (buurt in Maastricht)
Brusselsepoort is een woonwijk in het westen van de Nederlandse stad Maastricht. Het is tevens een van de 44 officiële buurten binnen de gemeente Maastricht. De buurt is voor een deel gebouwd in het begin van de 20e eeuw. De naam Brusselsepoort is afgeleid van de Brusselsepoort, de middeleeuwse stadspoort die tot 1868 aan het eind van de Brusselsestraat stond.

## Ligging
Brusselsepoort grenst in het oosten aan het centrum van Maastricht en het Frontenkwartier (Frontenpark). Aan de zuidzijde liggen de buurten Mariaberg en Belfort, in het westen Pottenberg, in het noordwesten Malpertuis en in het noorden Caberg. Het Koningin Emmaplein, de Sint Annalaan, de Brouwersweg, de Beeldsnijdersdreef, de Porseleinstraat en de Nobellaan vormen de voornaamste begrenzingen met de andere wijken.

## Voorzieningen
Brusselsepoort heeft een aantal voorzieningen van regionale of interregionale betekenis. De buurt heeft een groot overdekt winkelcentrum ("Brusselse Poort"), dat bezoekers uit de wijde omgeving trekt. Het voormalige ziekenhuis Sint Annadal is sinds 1995 in gebruik als rechtbank Maastricht, tegenwoordig rechtbank Limburg. In een ander deel van het complex was tot voor enige jaren de Maastrichtse campus van de Japanse Teikyo University gevestigd. De Zuyd Hogeschool heeft een vestiging aan de Brusselseweg (voorheen Pabo, thans Vertaalacademie Maastricht). Aan de Eenhoornsingel is het Bonnefanten College gevestigd.
In de buurt liggen een rooms-katholieke kerk (Sint-Annakerk), een evangelische kerk (Evangelische Gemeente Maastricht), een Turks-Nederlandse (Tevhid-moskee) en een Marokkaans-Nederlandse moskee (El Fath-moskee), die bezoekers uit de hele regio Maastricht trekken. Op buurtniveau is er een basisschool (de Odaschool) en zijn er diverse winkels en horecavoorzieningen.
Brusselsepoort is zowel per openbaar vervoer als per auto goed bereikbaar. Diverse Arriva-stadsbussen halteren in de wijk. Brusselsepoort wordt doorsneden door een van de belangrijkste uitvalswegen naar België, de Via Regia, en grenst direct aan de drukke Sint Annalaan en de Statensingel. Het Koningin Emmaplein fungeert daarbij als scharnierpunt. Parkeren is door de nabijheid van het centrum, het winkelcentrum Brusselse Poort en de vele andere voorzieningen, vaak problematisch.

## Stedenbouw en architectuur

### Stedenbouw
De woonwijk Brusselsepoort bestaat uit een aantal deelgebieden, die uit verschillende bouwperioden dateren. Het oudste deel verrees tussen circa 1900 en 1940 op de geslechte vestingwerken van de Hoge Fronten. Het bestaat uit herenhuizen aan de straten rondom en ten noordwesten van de Lambertuskerk (Victor de Stuersstraat, Pastoor Habetsstraat, Sint Annalaan). Rondom het Orleansplein ligt een buurtje met iets eenvoudigere huizen. Een deel van de bebouwing van de Brusselseweg is eveneens vooroorlogs.
Het nieuwere deel van Brusselsepoort ten noorden van het Orleansplein en westelijk van de Via Regia bestaat deels uit hoogbouw (zoals de sterflat Via Regia), deels uit eengezinswoningen. In het noordoosten van de buurt ligt de controversiële woonschool "De Ravelijn" uit 1956. Ten zuidwesten van het voormalige ziekenhuis Sint Annadal verrees in de jaren 1990 een nieuwbouwwijkje op een parkeerterrein van het ziekenhuis.

### Rijks- en gemeentelijke monumenten
Wellicht het meest in het oog springende monumentale gebouw in Brusselsepoort is de neo-byzantijnse Sint-Lambertuskerk van architect Hubert van Groenendael uit 1914. Deze imposante kerk is na jaren van leegstand en verval omstreeks 2010 gerestaureerd. De kerk was eigendom van de woningcorporatie Servatius en zou aanvankelijk het hoofdkantoor van Servatius worden. Doordat de corporatie, onder andere door het mislukken van de Calatrava-campus, in financiële moeilijkheden raakte, werd de kerk verkocht aan een particulier, die de restauratie voltooide en er flexibele woon- en werkruimten in realiseerde. De kerk en de nabijgelegen pastorie, kapelanie en parochiezaal zijn alle rijksmonumenten.
Een ander opvallend monument is de voormalige kweekschool Immaculata aan de Brusselseweg, tegenwoordig in gebruik door Zuyd Hogeschool. Het gebouw in Amsterdamse Schoolstijl is een ontwerp van architect A. Swinkels uit 1931. Het naastgelegen klooster van de Zusters van het Arme Kind Jezus is een gemeentelijk monument. Het voormalige Sint Annadalziekenhuis, eveneens van architect Swinkels, is voor een deel gebouwd tijdens de Tweede Wereldoorlog. Door recente verbouwingen en door het wit schilderen van de gevels is de baksteenarchitectuur sterk aangetast.
Diverse vooroorlogse panden zijn gemeentelijke monumenten, vooral in het oostelijk deel van de buurt, onder andere Antoon van Elenstraat 18-32 en 64-70, Victor de Stuersstraat 8, 15-17 en 28-36, en Pastoor Habetsstraat 40-46. In het westelijk deel van de buurt hebben enkele naoorlogse panden dezelfde status, onder andere Becanusstraat 9 en 21 t/m 67, Dokter van Kleefstraat 12 en 29, en Dokter Bakstraat 69-79. Ook de woonschool De Ravelijn staat op de gemeentelijke monumentenlijst.

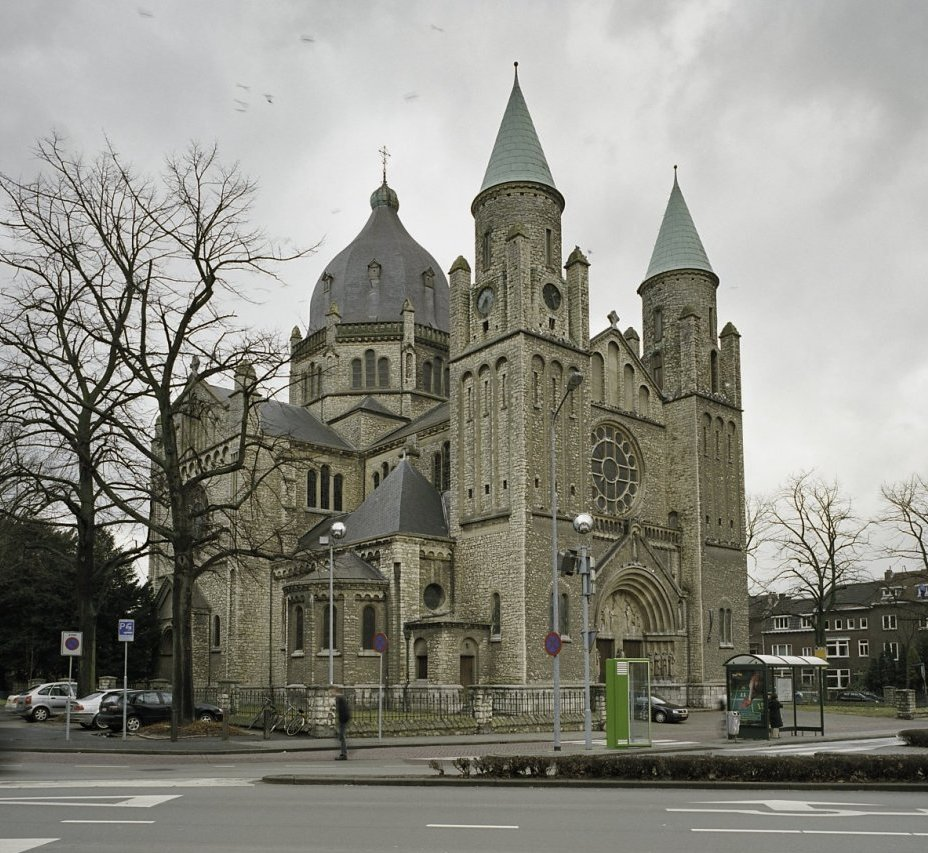
Sint-Lambertuskerk
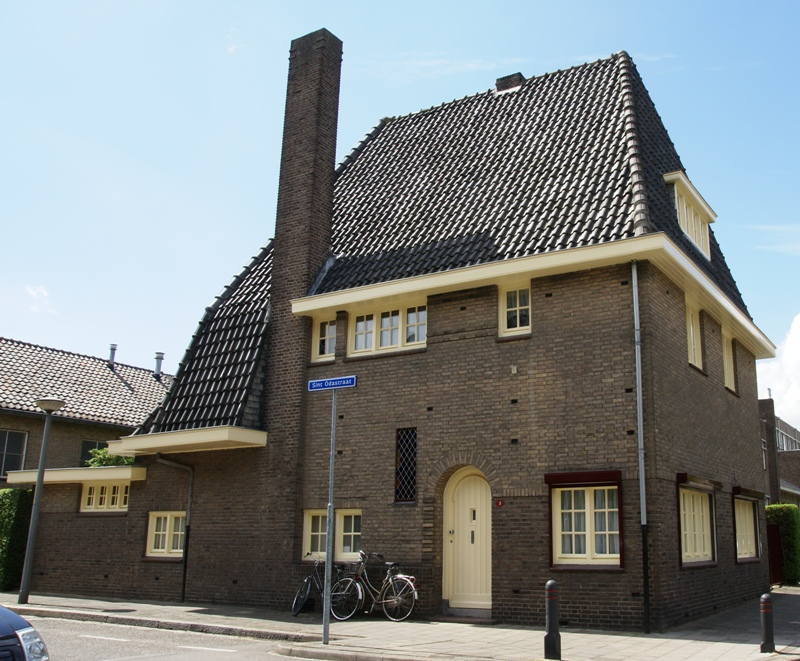
Kapelanie Sint-Lambertuskerk
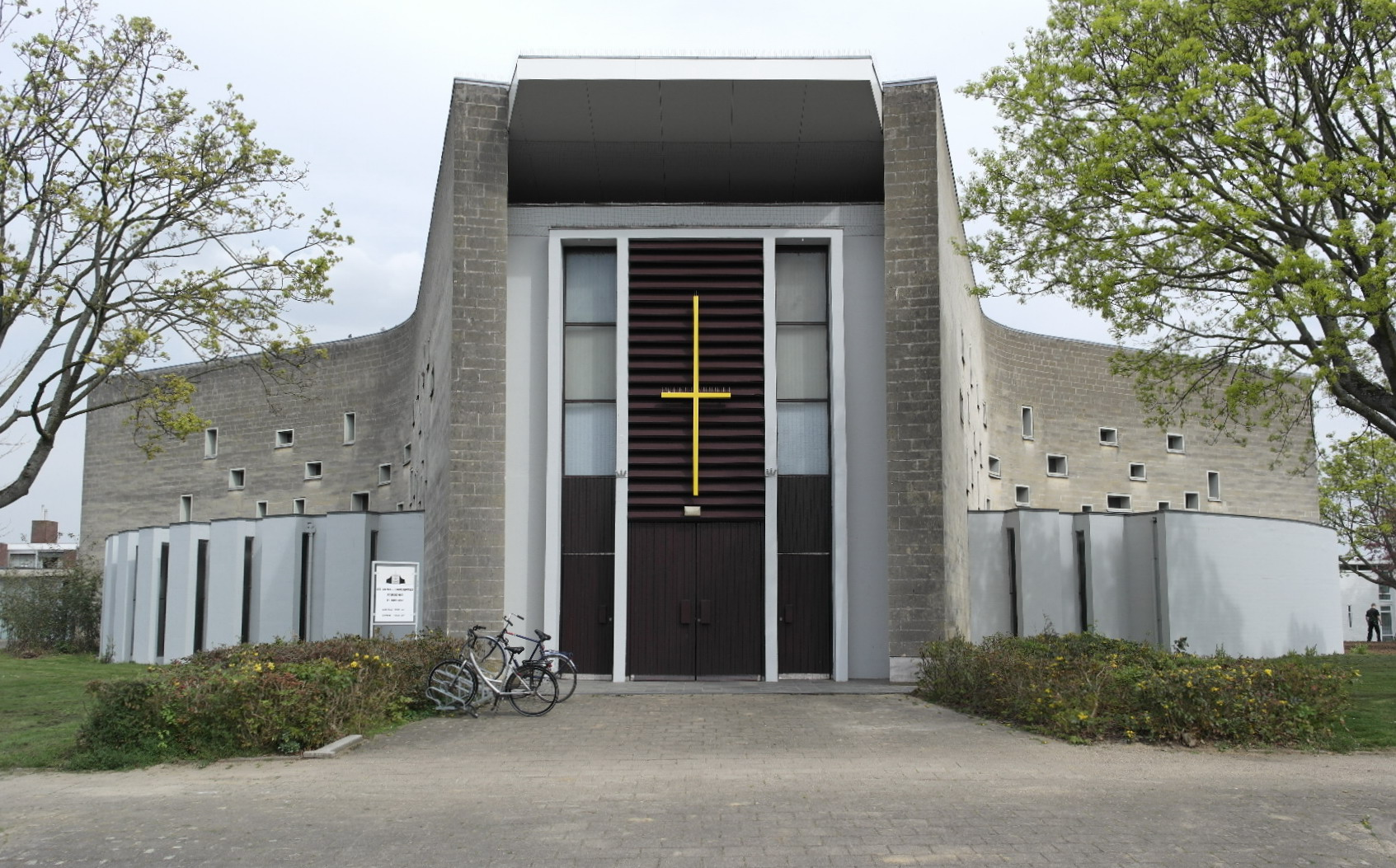
Sint-Annakerk
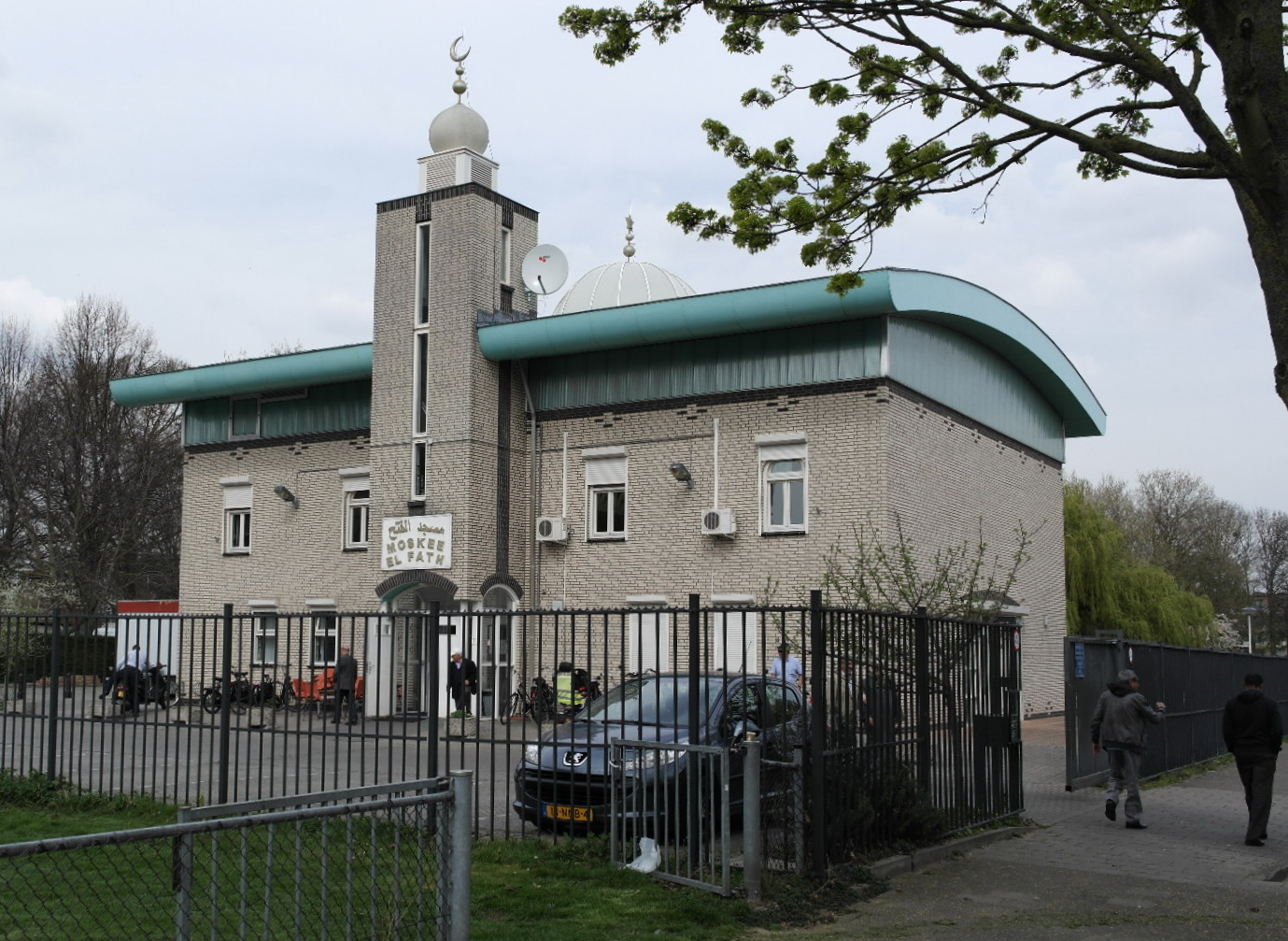
Marokkaanse El Fath-moskee
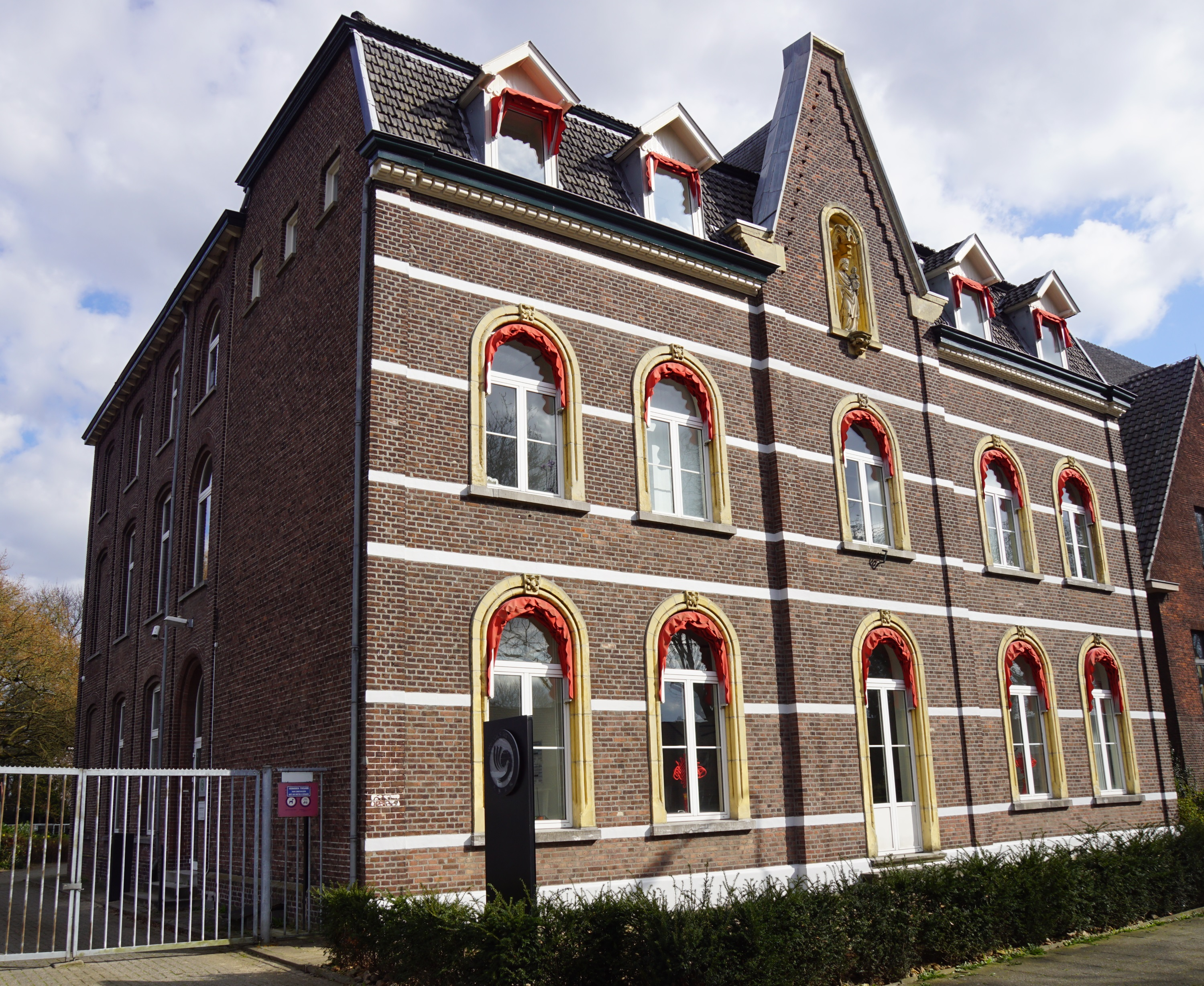
Voormalig zusterklooster, Brusselseweg 152
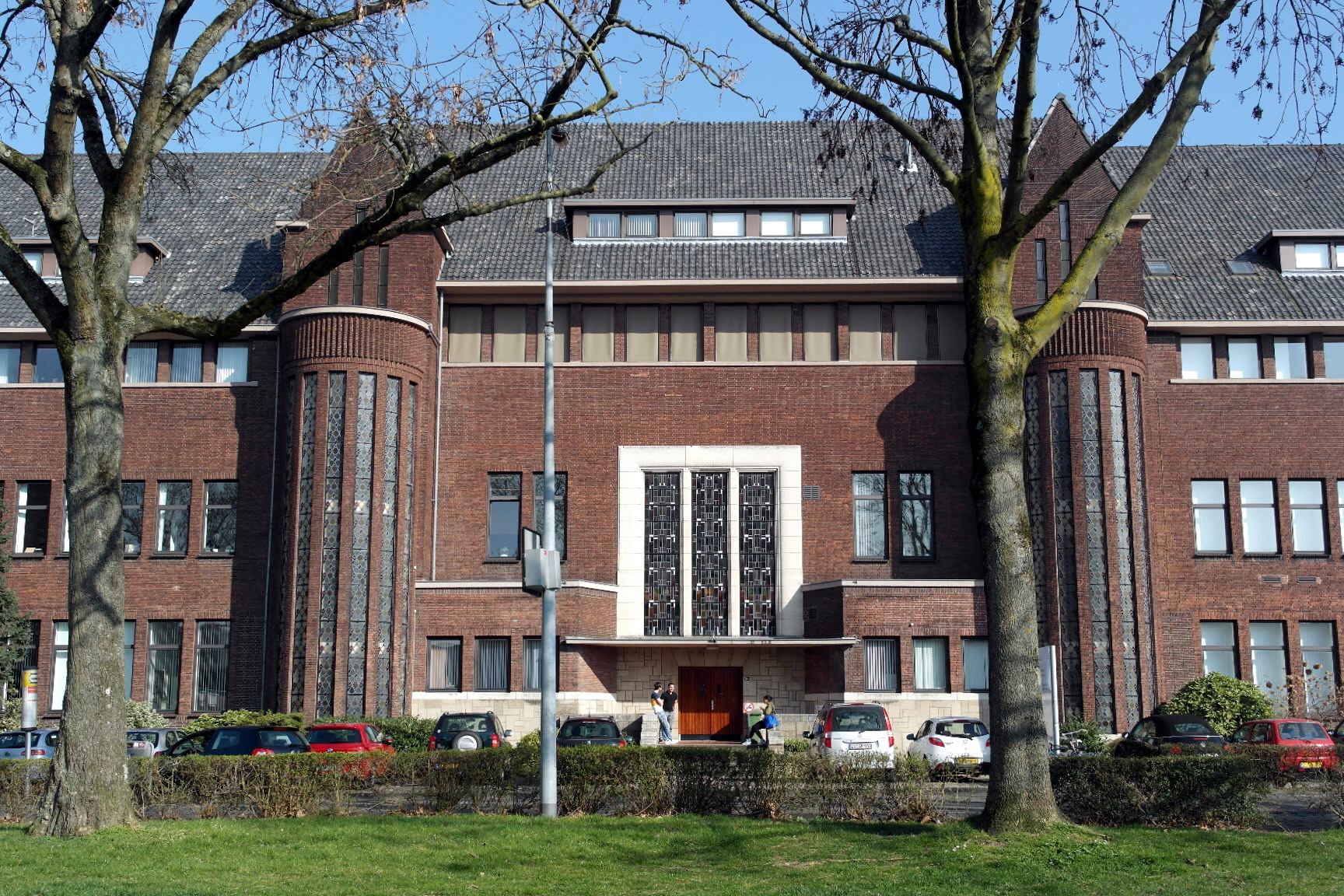
Vm. kweekschool Immaculata, Brusselseweg 148-150
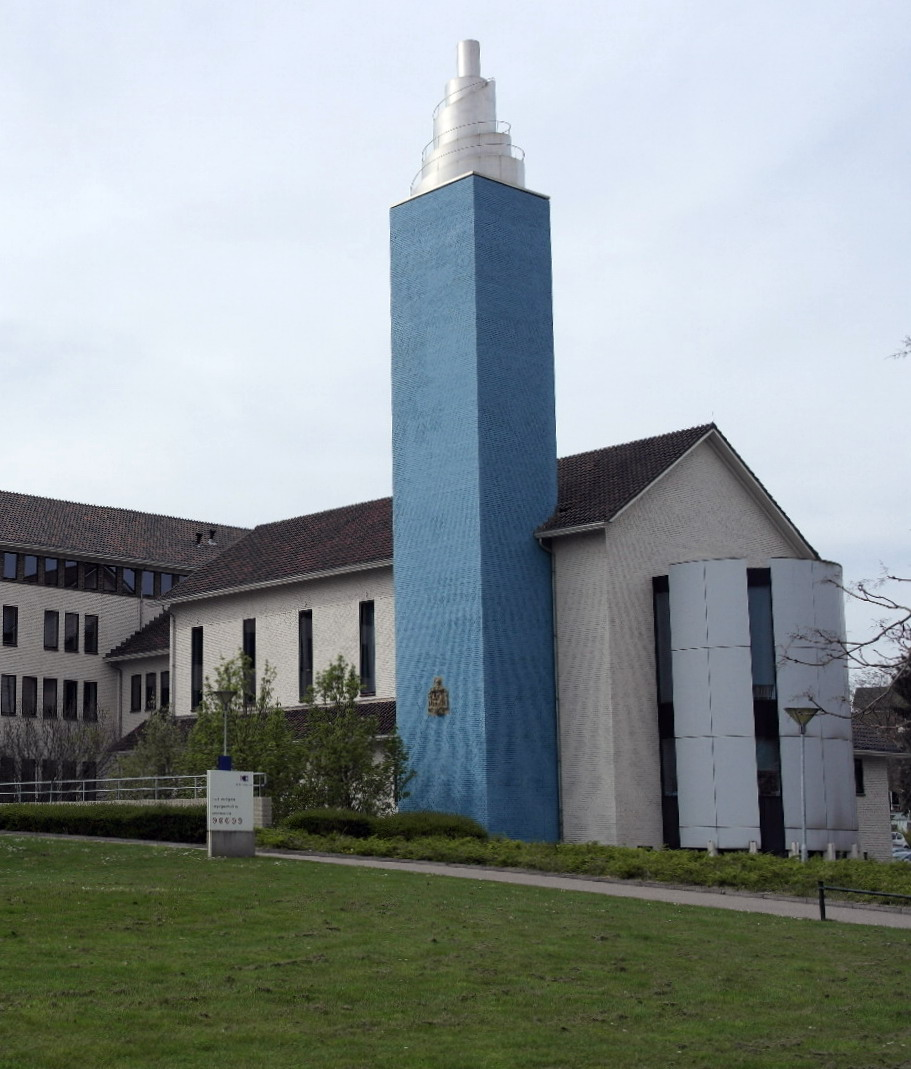
Voormalige ziekenhuiskapel Sint-Annadal
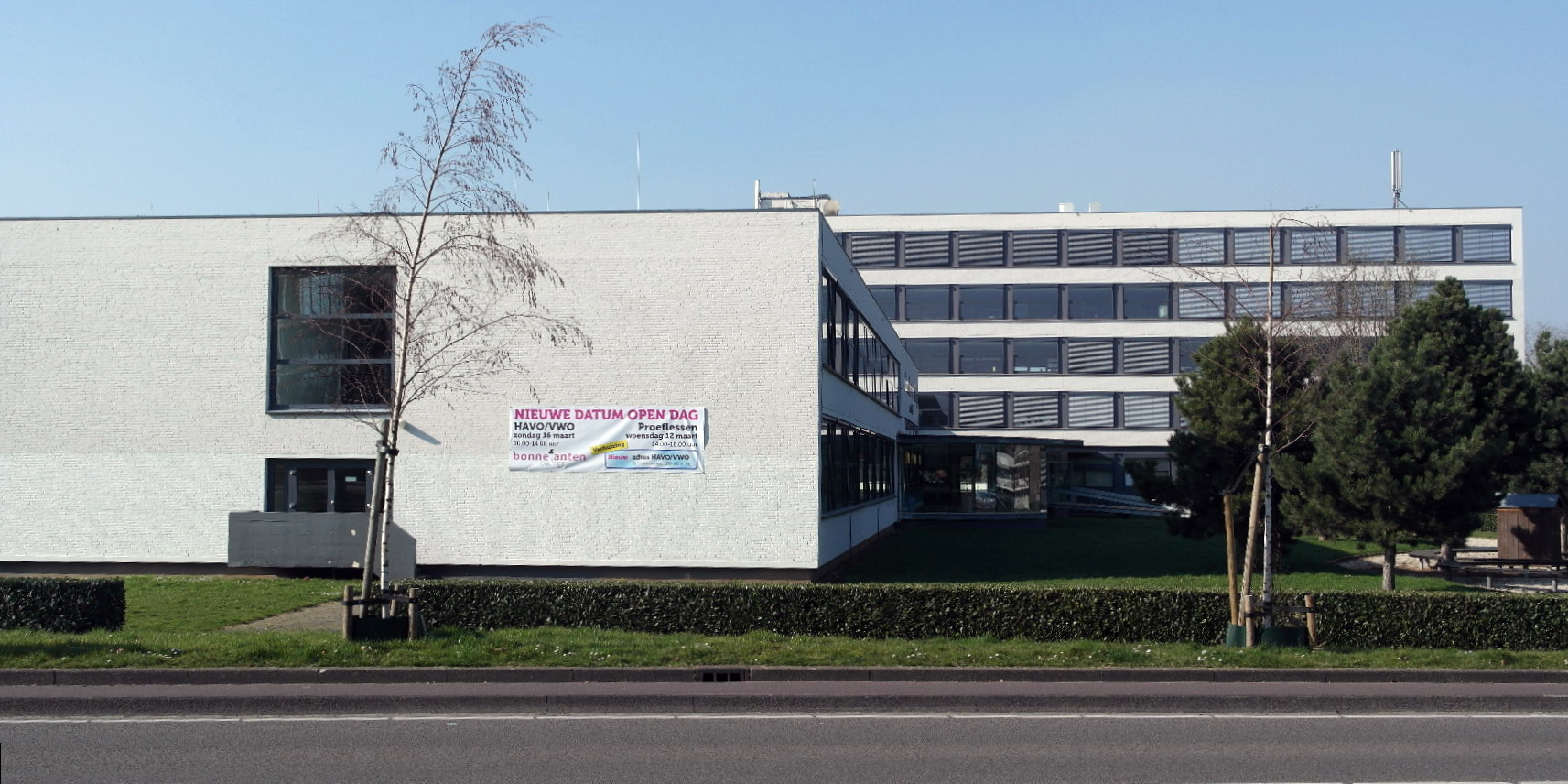
Bonnefanten College, Eenhoornsingel
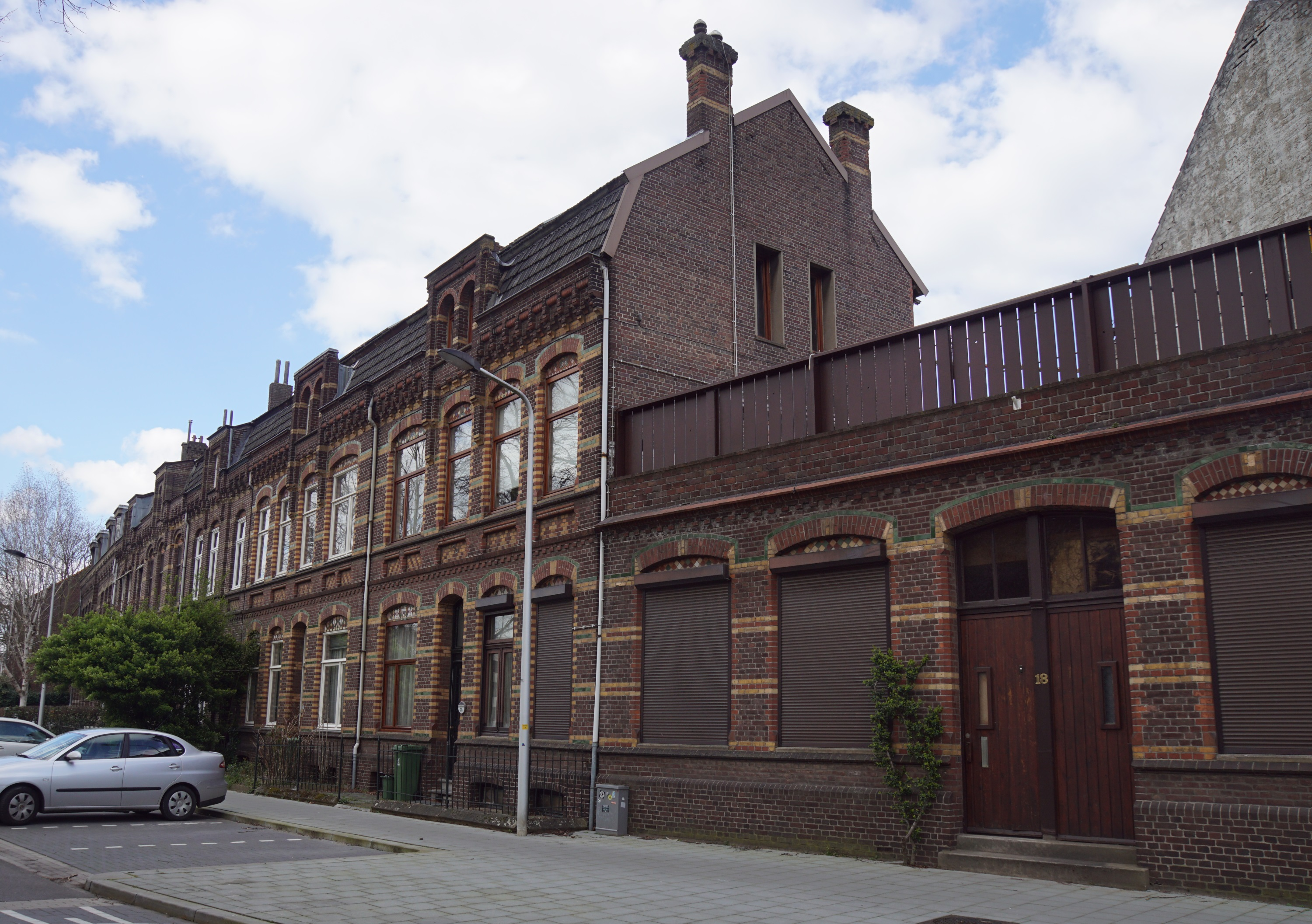
Antoon van Elenstraat 18-32
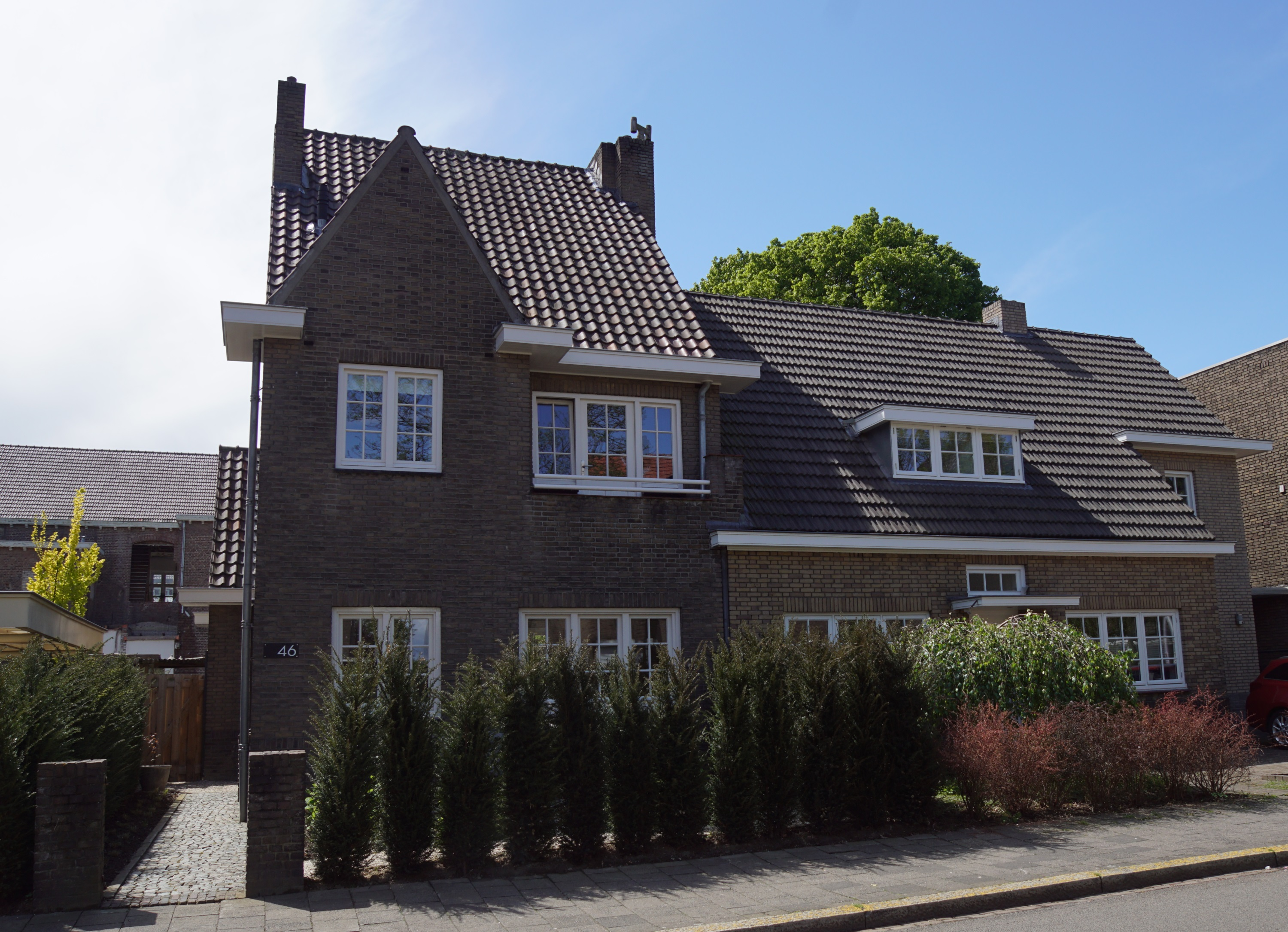
Pastoor Habetsstraat 44-46
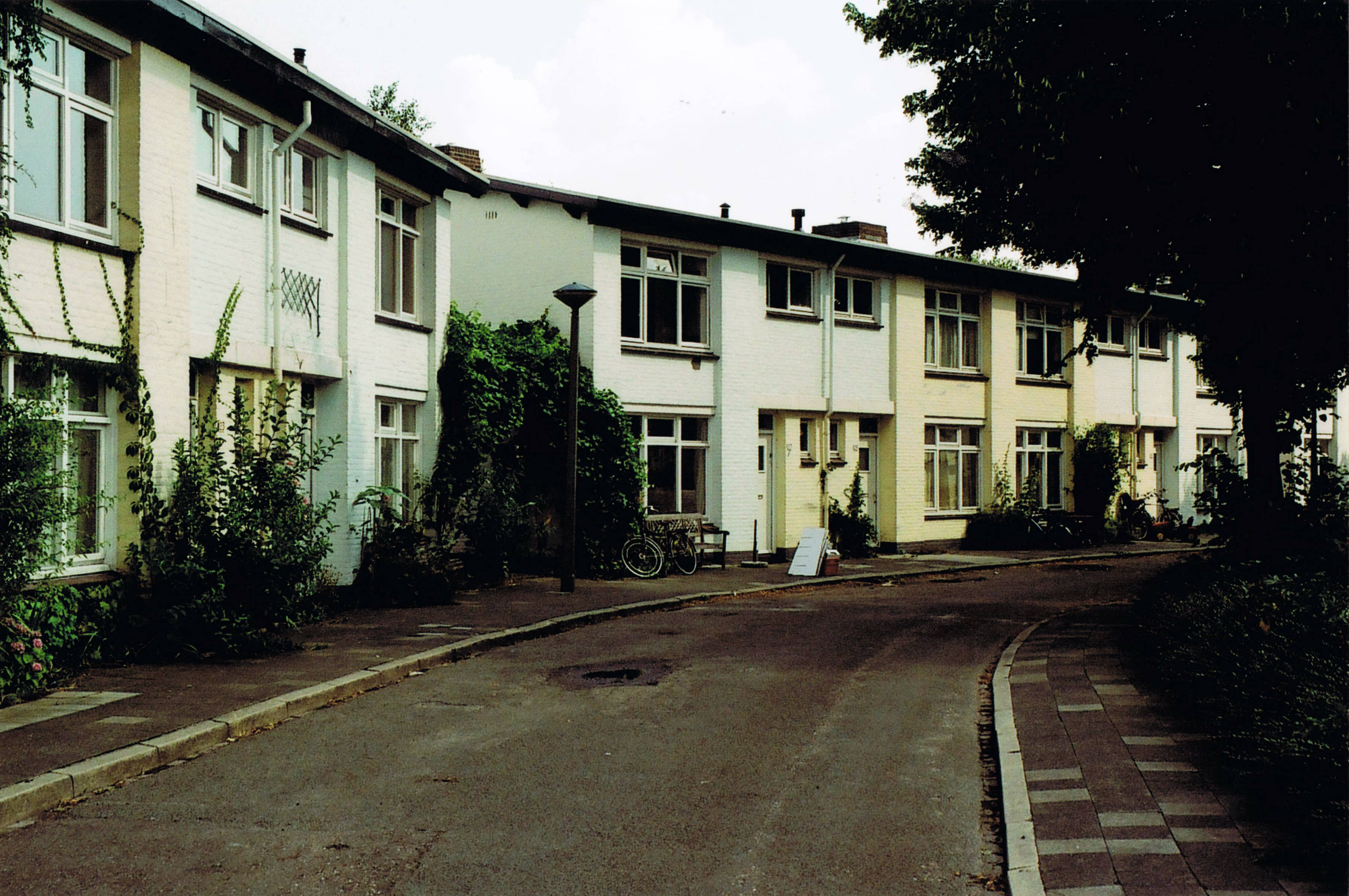
Vm. woonschool De Ravelijn
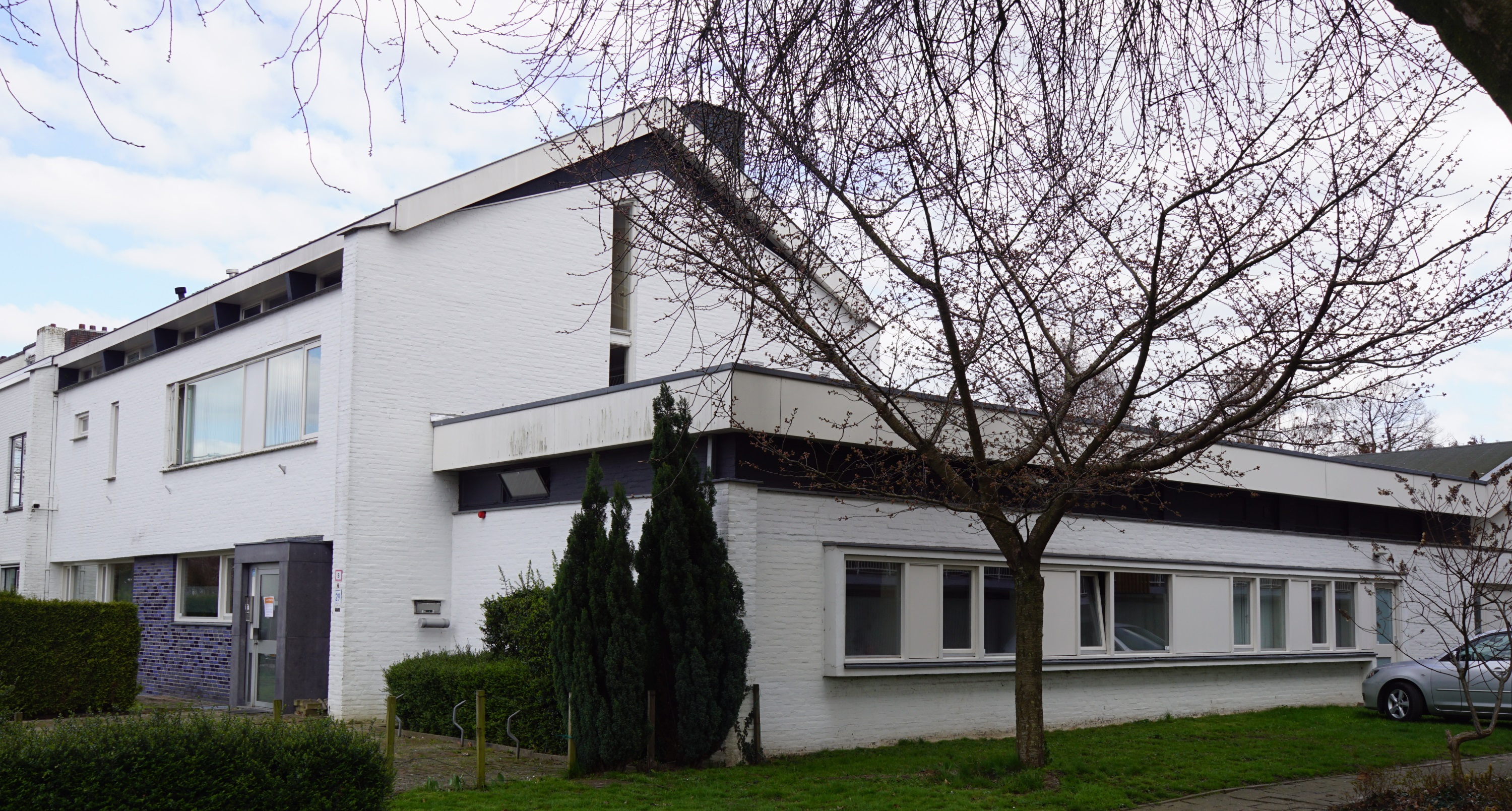
Dokter van Kleefstraat 29